# Харед, Анвар
Анвар Харед (англ. Anwar Hared, род. 17 ноября 1996) — сомалийский и канадский хоккеист (хоккей с мячом и хоккей с шайбой). Автор первого гола в истории сборной Сомали по хоккею с мячом.

## Биография
Анвар Харед родился 17 ноября 1996 года.
В детстве вместе с семьёй эмигрировал в Канаду.
Играл в хоккей с шайбой за «Аврора Тайгерз» в хоккейной лиге Онтарио.
Прочитав в Интернете о сборной Сомали по хоккею с мячом, решил выступать за неё. В течение трёх месяцев готовился к дебюту, тренируясь на роликовых коньках, а затем два месяца занимался на льду, после чего присоединился к команде.
В 2014 году выступал на чемпионате мира по хоккею с мячом в дивизионе «B», который проходил в Иркутске и Шелехове. В первом официальном матче, состоявшемся 27 января 2014 года, сомалийцы проиграли сборной Германии — 1:22, а Харед забил первый гол в истории команды.
В 2015 году на чемпионате мира в Хабаровске в дивизионе «B» забил гол в матче со сборной Китая (1:8). Также участвовал в 2018 году в чемпионате мира в Харбине.
Живёт в канадском городе Ньюмаркет.